# Baqī ibn Machlad
Abū ʿAbd al-Rahmān Baqī ibn Machlad al-Qurtubī (arabisch أبو عبد الرحمن بقي بن مخلد القرطبي, DMG Abū ʿAbd al-Raḥmān Baqī ibn Maḫlad al-Qurṭubī; geb. 817 in Córdoba; gest. 29. Oktober 889 ebenda) war ein islamischer Hadith-Gelehrter und Koranexeget, der unter den umayyadischen Emiren Muhammad und al-Mundhir eine führende Position unter der Gelehrtenschaft von Córdoba einnahm. Ihm wird eine Schlüsselrolle bei der Einführung der Hadith-Gelehrsamkeit in al-Andalus zugeschrieben. Die von ihm verbreiteten Überlieferungen und Lehren riefen allerdings bei der mālikitischen Gelehrtenschaft von Córdoba zunächst heftigen Widerstand hervor und führten dazu, dass er der Häresie beschuldigt wurde.

## Leben

### Herkunft und frühe Jahre
Baqī wurde im Ramadan 201 (März/April 817) geboren und war der Nachkomme eines Maulā einer Frau aus Jaén. Sein Vater Machlad ibn Zaid war in der Zeit von Abd ar-Rahman II. (reg. 822–852) Qādī von Reyyo und war wie viele seiner Zeitgenossen auf der Suche nach Wissen in den Orient gereist.
Er arbeitete zunächst eine Zeitlang im Tuchhandel im Suq von Córdoba. Zwei Mal soll er für den Laden, in dem er arbeitete, die Steuerzahlung an den Herrscher überbracht haben. Da dies ihm Gewissensprobleme bereitete, spendete er einen Betrag in der gleichen Höhe an Bedürftige. Später studierte er bei Muhammad ibn ʿĪsā al-Aʿschā und dem bekannten Mālik-Schüler Yahyā ibn Yahyā Ibn Abī ʿĪsā al-Laithī (gest. 849).

### Reisen im Orient
Ab 833 unternahm er ausgedehnte Reisen in den Orient. Auf diesen Reisen hörte er bei zahlreichen namhaften Traditionariern und Rechtsgelehrten wie Sahnūn ibn Saʿīd in Ifrīqiya, Yahyā ibn Bukair (gest. 844) in Ägypten, Hischām ibn ʿAmmār (gest. 859) in Damaskus, Abū Musʿab az-Zuhrī (gest. 856) in Medina, sowie Ahmad ibn Hanbal und Ahmad ibn Ibrāhīm ad-Dauraqī (gest. 860) in Bagdad, Chalīfa ibn Chaiyāt (gest. 854) in Basra und Ibn Abī Schaiba in Kufa. Bei ad-Dauraqī studierte er ein Werk mit Berichten über den Kalifen ʿUmar ibn ʿAbd al-ʿAzīz, das er auch selbst kopierte. Insgesamt soll er auf seinen Reisen 284 Gelehrte aus verschiedenen Ländern getroffen und von ihnen Hadith gehört haben. Die meisten von ihnen traf er im Irak, in den Städten Basra, Kufa, Bagdad und Wāsit. Eine annotierte Liste der Meister von Baqī hat 1985 M.L Ávila erstellt.
Nach einem längeren Bericht, der auf Baqīs Enkel ʿAbd ad-Rahmān ibn Ahmad zurückgeführt wird, begab sich Baqī nach Bagdad mit dem dezidierten Ziel, bei Ahmad ibn Hanbal Hadith zu hören. Er traf dort zunächst mit dem Traditionarier Yahyā ibn Maʿīn (gest. 847) zusammen und suchte dann Ahmad ibn Hanbal in seinem Hause auf. Da Ahmad ibn Hanbal wegen der Mihna Lehrverbot hatte, besuchte ihn Baqī täglich in Gestalt eines Bettlers und ließ sich von ihm zwei, drei Hadithe diktieren. Auf diese Weise konnte er im Laufe der Zeit ungefähr 300 Hadithe von Ahmad ibn Hanbal sammeln. Auch soll ihn Ahmad ibn Hanbal, als er einmal erkrankt war, zusammen mit Schülern in seinem Gasthaus (funduq) besucht haben. Ähnlich spricht Ibn Hazm davon, dass Baqī in einem besonders engen Verhältnis zu Ahmad ibn Hanbal gestanden habe. Adh-Dhahabī bezweifelte dagegen, dass Baqī bei Ahmad ibn Hanbal Hadith gehört hat, da Baqīs eigene Hadith-Sammlung, von der er zwei Bände selbst in Augenschein nehmen konnte, keinen einzigen Hadith enthielt, in dessen Überliefererkette Ahmad ibn Hanbal erschien. Außerdem argumentierte er damit, dass Ahmad ibn Hanbal den Hadith-Unterricht bereits im Jahre 228 (= 842/43 n. Chr.) abgebrochen habe, Baqī aber erst im Jahre 230 (= 844/45 n. Chr.) zu ihm gestoßen sei. Er vermutete deshalb, dass Baqī von Ahmad ibn Hanbal nur Lehren (fawāʾid) und Antworten zu Streitfragen (masāʾil) erhalten habe, nicht jedoch Hadithe.
Wie lange sich Baqī im Orient aufhielt, ist nicht ganz klar. Der andalusische Gelehrte Ibn al-Hārith al- al-Chuschanī (gest. 971) spricht davon, dass er zwei Reisen in den Orient unternommen habe. Die erste Reise soll zehn Jahre lang gedauert haben, die zweite 25 Jahre. Das passt allerdings nicht zu der Angabe bei dem andalusischen Geschichtsschreiber Ibn Haiyān (gest. 1076), der zufolge Baqī bereits zu Anfang der Herrschaft von Muhammad ibn ʿAbd ar-Rahmān (reg. 852–886) zurück in Córdoba war.
Während seiner Zeit im Orient reiste Baqī jedes Jahr zur Wallfahrt nach Mekka. Er selbst beschrieb die Zeit seines Studiums als sehr entbehrungsreich. An manchen Tagen hatte er nur weggeworfene Kohlblätter (waraq kurunb) zu essen. Die Reisen zu seinen verschiedenen Lehrern legte er alle zu Fuß zurück.  Auf dem Rückweg nach al-Andalus besuchte er erneut seine früheren Lehrer Yahyā ibn Bukair in Ägypten und Sahnūn in Ifrīqiya, die nun ihrerseits ihn neu gehörte Hadithe vortragen ließen.
Zu den Büchern, die Baqī aus dem Orient mitbrachte, gehörten ein Exemplar der Mudauwana von Sahnūn, der Muṣannaf von Ibn Abī Schaiba, das große Fiqh-Buch von asch-Schāfiʿī (adh-Dhahabī vermutete, dass sich dahinter asch-Schāfiʿīs Kitāb al-Umm verbirgt), das Geschichtswerk und das Tabaqāt-Werk von al-Chalīfa ibn Chaiyāt sowie zwei Werke von Ahmad ibn Ibrāhīm ad-Dauraqī (gest. 860).

### Häresie-Prozess
Nach seiner Rückkehr nach al-Andalus ließ sich Baqī in Córdoba nieder und lehrte dort in seiner Moschee. die im Orient erworbenen Kenntnisse auf den Gebieten des Hadith und des Rechts. Die malikitischen Gelehrten der Stadt nahmen allerdings daran Anstoß, dass er Überlieferungen bei ihnen einführte, die im Widerspruch zu ihrer Lehrauffassung standen und trachteten nach seinem Tod. Insbesondere verabscheuten sie den von Baqī im Unterricht verwendeten Muṣannaf von Ibn Abī Schaiba, weil er viele Informationen zum Dissens der Rechtsgelehrten enthielt. So hetzten sie die Volksmasse gegen ihn auf und hinderten ihn daran, das Buch im Unterricht zu benutzen. Sie warfen ihm vor, der Bidʿa verfallen zu sein, beschuldigten ihn der Ketzerei (zandaqa) und Häresie (ilḥād) und sammelten Zeugenaussagen darüber, dass er „verwerfliche Lehren“ (manākīr) verbreite.
Der hauptverantwortliche Gelehrte hinter diesen Aktionen gegen Baqī war ʿAbdallāh ibn Chālid, das Oberhaupt der Malikiten in Córdoba. Ihm schlossen sich Muhammad ibn Hārith, der Leiter des öffentlichen Gebets und der Polizei, der Malikit Abū Zaid ʿAbd ar-Rahmān ibn Ibrāhīm sowie ʿUbaidallāh, der Sohn von Baqīs früherem Lehrer Ibn Abī ʿĪsā, an. Muhammad ibn Hārith ließ jeden, der zu Baqī in die Moschee kam, ins Gefängnis werfen. Der Hadith-Gelehrte Muhammad ibn Waddāh, der eigentlich die gleichen Ansichten vertrat wie Baqī, ließ sich durch Drohungen von ʿAbdallāh ibn Chālid ebenfalls dazu bewegen, gegen Baqī auszusagen. Schließlich überbrachten sie die gesammelten Zeugenaussagen dem Qādī al-dschamāʿa ʿAmr ibn  ʿAbdallāh, der die Beweise für ausreichend befand, um Baqī verhaften zu lassen. Ibn ʿIdhārī berichtet, dass die Gelehrten auch den Emir Muhammad angingen, Baqīs Hinrichtung forderten und ihn zu einer schnellen Fällung des Urteils drängten.
Baqī, der um sein Leben fürchtete, versteckte sich und entwickelte Pläne zur Flucht aus al-Andalus. Schließlich wandte er sich an Hāschim ibn ʿAbd al-ʿAzīz (gest. 886), den General und Wesir des Emirs, mit der Bitte um Hilfe. Er selbst kam eine Zeitlang bei der Mutter von Hāschims Bruder al-Aslam unter. Der Wesir bat den Emir um Sicherheit für das Leben von Baqī und schlug ihm vor, ihn und seine Gegner zu einem offenen Disput an seinen Hof zu laden. Der Emir ging auf diesen Vorschlag ein. Bei der Disputation gingen die Anwesenden den Musannaf von Ibn Abī Schaiba Kapitel für Kapitel bis zum Ende durch. Während die Gegner Baqīs die Erwartung hegten, dass der Emir ihnen in ihrer Ablehnung des Buches zustimmen würde, war er von dem Buch entzückt, ließ seinen Bibliothekar (ḫāzin al-kutub) rufen und gab ihm den Auftrag, das Buch abschreiben zu lassen. Der Qādī ʿAmr ibn  ʿAbdallāh, der zuvor Baqīs Verhaftung angeordnet hatte, wurde im Zusammenhang mit dieser Affäre abgesetzt.
Nach Ibn al-Hārith al-Chuschanī verbreitete sich die Nachricht über diesen „hässlichen Vorfall“ (nāzila šanʿāʾ) in den fernen Ländern, so dass die Menschen in den verschiedenen Städten darüber sprachen.

### Beziehung zu den Emiren und Gelehrten
Der Emir Muhammad soll Baqī im Anschluss an die öffentliche Disputation den Auftrag gegeben haben, sein Wissen zu verbreiten und unter die Leute zu bringen, während er umgekehrt seinen Gegnern verbot, sich ihm weiter entgegenzustellen, und sie öffentlich erniedrigte. Alle, die vorher gegen Baqī ausgesagt hatten, mussten sich bei ihm entschuldigen. Ibn ʿIdhārī berichtet, dass der Emir befahl, Baqī in die Gruppe der Rechtsgelehrten aufzunehmen und seinen Rang zu erhöhen, so dass er den "Gipfel des Wissens bestieg" (fa-ʿtalā ḏarwat ʿilmi-hī) und bei den Menschen und bei dem Emir bis zu dessen Tod in höchstem Ansehen stand.
Zu al-Mundhir, dem Sohn des Emirs Mohammed, stand Baqī schon in einem engen Verhältnis, bevor er den Thron bestieg. Er soll al-Mundhir aufgrund eines Traums, den er ihm erzählte, die Herrschaft vorausgesagt haben. Als al-Mundhir 886 schließlich den Thron bestieg, erwies er sich Baqī gegenüber sehr wohltätig und maß ihm große Wichtigkeit bei. Auch trug er ihm an, das Qādī-Amt zu übernehmen, was Baqī jedoch ablehnte. Schließlich wollte er ihn sogar dazu zwingen, das Amt zu übernehmen. Als dies Baqī entrüstet von sich wies, zwang er ihn, ihm zumindest eine geeignete Ersatzperson anzugeben, die das Amt übernehmen könnte. Er benannte daraufhin einen gewissen ʿĀmir ibn ʿAbdallāh von den Āl Ziyād als Ersatzperson. Dieser nahm das Amt auch an. Baqī hielt es nicht für erforderlich, die Vorzugsstellung, die er beim Emir al-Mundhir genoss, zur Schau zu stellen, außer gegenüber persönlichen Feinden wie dem Gelehrten Walīd ibn Ghānim. Auch zu Anfang der Herrschaftsperiode des Emirs ʿAbdallāh ibn Muhammad, der 888 die Herrschaft antrat, galt Baqī noch als wichtige Autorität. So wurde er von ʿAbdallāh zur Frage der "Tötung des Ketzers" (qatl az-zindīq) befragt.
Baqī ibn Machlad hatte zahlreiche Schüler, die aus verschiedenen Städten von al-Andalus kamen. Zu ihnen gehörten Aslam ibn ʿAbd al-ʿAzīz (gest. 931), der Bruder von Baqīs Beschützer Hāschim ibn ʿAbd al-ʿAzīz, sowie der bekannte Traditionarier und Philologe Qāsim ibn Asbagh (gest. 951/2).   Das Verhältnis zu Muhammad Ibn Waddāh (gest. 900), dem anderen großen andalusischen Hadith-Gelehrten seiner Zeit, war dagegen frostig. Baqī machte Muhammad ibn Waddāh wiederholt Vorhaltungen dafür, dass er ihn der Ketzerei bezichtigt hatte. Die Sache ging so weit, dass Baqī den Kontakt zu Schülern, die mit Muhammad ibn Waddāh verkehrten, abbrach. Umgekehrt brach auch Ibn al-Waddāh den Kontakt zu Schülern ab, die mit Baqī Umgang hatten. Die bekannten Schüler Ibn Waddāhs sollen deshalb auch nie bei Baqī gehört haben.
Gegenüber den anderen Personen, die ihn denunziert hatten, soll Baqī aber nicht nachtragend gewesen sein. Als später ein Mann aus dem Kreise Ibn al-Waddāhs, der bei dem Häresie-Prozess gegen ihn ausgesagt hatte, zu ihm kam und ihn bat, sich für die Freilassung eines Häftlings einzusetzen, soll Baqī ihm sofort geholfen und dafür gesorgt haben, dass der Mann freikam. Auch soll er häufiger Menschen geholfen haben, denen von staatlicher Ungerechtigkeit widerfahren war.

### Tod und Nachkommen
Baqī starb in der Nacht zum 29. Dschumādā th-thāniya 276 (= 29. Oktober 889) und wurde auf dem Friedhof der Banū l-ʿAbbās begraben.
Baqī hatte mindestens zwei Söhne: ʿAbd ar-Rahmān und Ahmad. Letzterer betätigte sich als Hadith-Gelehrter, bekleidete von 926 bis 936 das Amt des Qādī al-Dschamāʿa und wurde von dem ʿAbdallāh zum Berater ernannt. Auch der Kalif Abd ar-Rahman III. behielt ihn in diesem Amt zehn Jahre bei. Ein Sohn von Ahmad namens ʿAbd ar-Rahmān (gest. 976) hatte großes Ansehen unter den Gelehrten seiner Zeit und verfasste ein Buch über die Fadā'il seines Großvaters sowie die Namen seiner Lehrer. Nachkommen von Baqī ibn Machlad – in den Quellen werden sie als Banū Machlad bezeichnet – lassen sich bis zum frühen 13. Jahrhundert in verschiedenen Städten von al-Andalus nachweisen.

## Werke
Baqī ibn Machlad hinterließ mehrere größere Bücher. Als ihr Hauptüberlieferer gilt ʿAbdallāh ibn Yūnus al-Murādī. Im Einzelnen werden folgende Werke erwähnt:
- ein Korankommentar, der nach der Aussage Ibn Hazms bedeutender war als derjenige von at-Tabarī.[55]
- Musnad, eine Traditionssammlung in der die Hadithe alphabetisch nach den Prophetengefährten angeordnet waren. Insgesamt wurden über 1.300 Prophetengefährten aufgeführt. Innerhalb der einzelnen Personeneinträge wurden die Überlieferungen nach den Namen der juristischen Probleme angeordnet, so dass es ein kombinierter Musnad-Musannaf war. Nach Ibn Hazm ist dieses Ordnungsprinzip von niemandem vor ihm angewandt worden.[56] Die Sammlung brachte ihm die Feindschaft der beiden Söhne seines früheren Lehrers Yahyā ibn Yahyā ein, weil er darin Abū Musʿab az-Zuhrī und Yahyā ibn Bukair, seine beiden Lehrer in Medina und Ägypten, ihrem Vater vorangestellt hatte.[57]
- Ein drittes Werk mit dem Titel Ḏikr mā li-ṣ-ṣaḥāba min al-ḥadīṯ min al-ʿadad war eine Zusammenstellung der Prophetengefährten, die tausend Hadithe überlieferten, bis hinab zu denen, die nur acht gehört haben.[58]
- Bei Ibn Hazm wird außerdem ein Musannaf-Werk zu den Gutachten der Prophetengefährten und Nachfolger erwähnt, in dem Baqī über die Musannaf-Werke von Ibn Abī Schaiba, ʿAbd ar-Razzāq (gest. 827) und Saʿīd ibn Mansūr (gest. 842) hinausgegangen sein soll.[59]

Ibn Hazm lobte die Werke von Baqī ibn Machlad insgesamt als einzigartig und erklärte, dass sie zu "Grundlagen des Islams" (qawāʿid li-l-islām) geworden seien.

## Postume Beurteilung

### Seine Bedeutung als Gelehrter
Der andalusische Gelehrte Ibn al-Faradī (gest. 962) erklärte, dass sich erst durch Baqīs Wirken die Hadith-Wissenschaft in al-Andalus verbreitet habe, während sich die Mehrheit dort vorher auf das Memorien der Lehrauffassung von Mālik ibn Anas und seiner Gefährten beschränkt habe. Adh-Dhahabī ergänzte, dass durch Baqīs Wirken al-Andalus zu einer "Heimstätte für den Hadith" (dār al-ḥadīṯ) geworden sei. Baqī selbst wird in diesem Zusammenhang mit den Worten zitiert: "Ich habe den Muslimen in al-Andalus eine Pflanze eingepflanzt, die bis zum Hervortreten des Daddschāl nicht herausgerissen wird." Ibn Hazm meinte, dass Baqī es als Hadith-Gelehrter durchaus mit al-Buchārī, Muslim ibn al-Haddschādsch und an-Nasāʾī habe aufnehmen können.
Baqīs Sohn Ahmad wird der Aussage zitiert, sein Vater habe zwar niemals dem mālikitischen Madhhab zuwidergehandelt, doch habe er sich bei seinen Urteilen immer auf Überlegung (naẓar) und Hadith gestützt und sei niemals der Lehrmeinung eines anderen Gelehrten gefolgt, wenn sie seiner Auffassung nach nicht der Wahrheit entsprach. Ibn Hazm äußerte, dass Baqī Tachaiyur ("Übernahme von Lehrmeinungen anderer Rechtsschulen") betrieben, sich aber nie einer Lehrrichtung vollständig unterworfen habe. Ähnlich äußerte sich später al-Maqqarī in seinem biographischen Eintrag über Baqī ibn Machlad: Er habe nie Taqlīd geübt, sondern immer selbst Idschtihād betrieben und sein Rechtsgutachten auf die Überlieferung (aṯar) gestützt. Der Geschichtsschreiber Ibn Haiyān deutete auch Baqīs Konflikt mit den Rechtsgelehrten von Córdoba in diesem Sinne. Diese seien Anhänger von Ra'y und Taqlīd gewesen, hätten nicht von Wissenschaften der Verifikation (taḥqīq) Gebrauch gemacht und sich der Erweiterung des Wissens verweigert.

### Seine Frömmigkeit und Wundertätigkeit
Baqī ibn Machlad wurde auch für seine Gewissensfrömmigkeit (warʿ) und Askese (zuhd) gelobt.  Nach Aussage seines Enkels soll Baqī durchgehend gefastet haben, außer an Freitagen, und einmal am Tag den gesamten Koran rezitiert haben. Als er einmal in den Gassen von Córdoba einen kranken, unbekleideten Armen sah, soll er sein Obergewand ausgezogen und ihn damit umhüllt haben. Daneben wird seine häufige Teilnahme am Dschihad hervorgehoben. Insgesamt, so berichtet  adh-Dhahabī, habe er an 72 Kriegszügen teilgenommen.
Auch gab es über Baqī ibn Machlad einige Wunderberichte. So erzählte man, dass er die Fähigkeit gehabt habe, die Zukunft vorherzusagen und Bittgebete zu sprechen, die von Gott erhört werden. Al-Quschairī wird mit einem Bericht zitiert, demzufolge ein junger muslimischer Kämpfer, der auf christliches Gebiet verschleppt worden war, durch Baqīs Bittgebet freikam. In dem Augenblick, in dem Baqī das Bittgebet sprach, lösten sich dem Gefangenen die Ketten von den Füßen. Nachdem dies mehrmals geschehen war, ließen ihn seine christlichen Wächter auf muslimisches Gebiet ausreisen. Muhyī d-Dīn Ibn ʿArabī meinte, dass Baqī die Fähigkeit zur Vollbringung unterschiedlicher Arten von Huldwundern (karāmāt) besessen habe und ein "Gefährte des Chidr" (ṣāḥib al-Ḫiḍr) gewesen sei. Von Baqīs Frau wird überliefert, dass sie Chidr bei ihrem Mann in Gestalt eines sehr hochgewachsenen Mannes gesehen habe.
ʿAbdallāh, der Sohn von ʿAbd ar-Rahmān III., verfasste ein Werk über die Fadā'il von Baqī ibn Machlad, das sich gleichzeitig gegen Muhammad ibn al-Waddāh richtete.

### Deutung in der modernen Forschung
María Luisa Ávila sieht in dem Fall Baqī ibn Machlad das Paradebeispiel dafür, dass sich al-Andalus um die Mitte des 10. Jahrhunderts für kulturelle Einflüsse aus dem Irak öffnete. Die Schwierigkeiten, die man ihm bei seiner Rückkehr in seine Heimat bereitete, könne man als eine "Probe des Widerstands" betrachten, die von bestimmten Milieus in al-Andalus ausging, die sich diesen Einflüssen entgegenstellten. Gleichzeitig spiegele der schließliche Sieg von Baqī den Triumph einer politischen Konzeption im Umayyaden-Emirat, die von Hāschim ibn ʿAbd al-ʿAzīz, dem Hauptbeschützer Baqīs, ausging. Er habe während der Herrschaft von Muhammad I. die eigentlichen Zügel der Macht in der Hand gehalten und dem Emirat eine absolutistische Ausrichtung gegeben.